# 原田奈翁雄
原田 奈翁雄（はらだ なおお、1927年10月1日 - 2024年7月6日）は、日本の編集者、出版者。

## 経歴
東京府生まれ。皇国少年として戦時下を送る。1952年明治大学を卒業、筑摩書房入社。『展望』『人間として』『終末から』編集長などを務める。べ平連の活動にも積極的に参加する。1978年の同社倒産の責任をとって退社。当時の役職は取締役編集局次長。原田の薫陶を受けた編集者に柏原成光、松田哲夫がいる。
1980年に山代巴、林竹二、上野英信らの後押しを受けて径書房を創業。発刊1冊目は筑摩書房創業者・古田晃の回想文集『そのひと　ある出版者の肖像』（臼井吉見編）。山代巴『囚われの女たち』（全10巻）『山代巴文庫』（全8巻）、上野英信『上野英信集』（全5巻）、林竹二『問いつづけて』『教育の根底にあるもの』、桑原史成『水俣　終わりなき30年 原点から転生へ』、『長崎市長への7300通の手紙』（径書房編集部編。その後、内容を一部改訂して増補版として刊行）、『『ちびくろサンボ』絶版を考える』（径書房編集部編）、石牟礼道子『十六夜橋』（第三回紫式部文学賞受賞）、松下竜一『あぶらげと恋文』、赤木かん子『こちら本の探偵です』、吉岡紗千子『ロックよ、静かに流れよ』、小栗康平『哀切と痛切』などを発刊。1990年には、優れた出版活動を行っている出版社に贈られる第6回梓会出版文化賞を受賞している。
1995年に径書房を退社。1999年に季刊誌『ひとりから』を創刊、2015年に第58号をもって終刊。妻は弁護士の金住典子。2024年7月6日、老衰のため死去。

## 著書
- 『詩集　落陽神』新葉社、1957
- 『終末からの出発 人間を信じ得るか』明治図書出版 開く叢書、1975年
- 『人間と教育 絶望を退けるいとなみ』一茎書房、1978年
- 『祈りと微笑 旅の手帖から』たいまつ社、1979年
- 『本のひらく径』日本エディタースクール出版部、1988年
- 『お聞きください、陛下』径書房、1989年
- 『どう生きる、日本人』東方出版、1996年
- 『死ぬことしか知らなかったボクたち 龍野忠久・原田奈翁雄往復書簡集』径書房、1997年
- 『この国は道理も道徳も破壊しつくした 日本主権者革命への序章』清流出版、2008年
- 『生涯編集者　戦争と人間を見すえて』高文研、2020年

## 参考
- 『原田奈翁雄』 - コトバンク
- 「原田奈翁雄さん死去」-朝日新聞デジタル